# Sunisa Khaw-iad
Sunisa Khaw-iad (ur. 4 marca 1988) – tajska lekkoatletka specjalizująca się w skoku o tyczce.

## Osiągnięcia
- srebro halowych igrzysk azjatyckich (Bangkok 2005)
- srebrny medal halowych igrzysk azjatyckich (Makau 2007)
- wielokrotna medalistka mistrzostw kraju oraz rekordzistka Tajlandii

## Rekordy życiowe
- skok o tyczce - 3,70 (2007)
- skok o tyczce (hala) - 3,60 (2007 & 2010)